# クルト・ヘッセンベルク
クルト・ヘッセンベルク（Kurt Hessenberg, 1908年8月17日 - 1994年6月17日）は、ドイツの作曲家。
フランクフルト・アム・マイン出身。1917年からホッホ音楽院でピアノを学び、1923年にはオルガニストのカール・ブライデンシュタインから和声の個人レッスンを受けた。1927年にライプツィヒに出て、1931年までライプツィヒ音楽院で作曲をギュンター・ラファエルに、ピアノをロベルト・タイヒミュラーに学んだ。
1933年にフランクフルトに戻り、ホッホ音楽院で教壇に立った。1940年には国家作曲賞を受賞した。1942年にナチスに入党し、1944年にはアドルフ・ヒトラーによって「天才名簿」(Gottbegnadeten-Liste) に掲載されたため戦時動員を避けることができた。
1951年にはデュッセルドルフ市からロベルト・シューマン賞を贈られた。1953年からホッホ音楽院の後身であるフランクフルト音楽・舞台芸術大学の教授となり、1973年に引退するまで後進の指導にあたった。弟子にはハンス・ツェンダーやペーター・カーンなどがいる。
作品はプロテスタント教会音楽が多い。

## 文献
- Albrecht, Christoph (1969), “"… weil ich die Möglichkeiten der Tonalität noch nicht für erschöpft halte": Kurt Hessenberg (geboren 17.8.1908)”, in von Brück, Ulrich, Credo musicale: Komponistenportraits aus der Arbeit des Dresdener Kreuzchores. Festgabe zum 80. Geburtstag des Nationalpreisträgers Kreuzkantor Professor D. Dr. h. c. Rudolf Mauersberger, Kassel; Basel: Bärenreiter, pp. 165–175.
- Cahn, Peter, ed. (1990), Kurt Hessenberg: Beiträge zu Leben und Werk, Mainz: Schott.
- Hensley, Robin Elmore (1992), The Solo Organ Works of Kurt Hessenberg, Ann Arbor, MI: UMI (Diss., University of Georgia, Athens, 1992)
- Laux, Karl (1949), “Kurt Hessenberg”, Musik und Musiker der Gegenwart, 1: Deutschland, Essen: Spael, pp. 117–126.
- Mohrs, Rainer (2002), “Hessenberg, Kurt”, in Finscher, Ludwig, Die Musik in Geschichte und Gegenwart, 8 (Personenteil), Kassel / Stuttgart; Weimar: Bärenreiter / Metzler, pp. 1484–1486.
- Riemer, Otto (1953), “Unausgeschöpfte Tonalität: Gedanken zum Schaffen von Kurt Hessenberg”, Musica 7:  56–60.
- Thomson, Virgil (1946) "German Composers", New York Herald Tribune, October 13, 1946. Reprinted in Thomson, Virgil (1981), A Virgil Thomson Reader, Boston, MS: Houghton Mifflin, pp. 284–287